# Pholidota pallida
Pholidota pallida är en orkidéart som beskrevs av John Lindley. Pholidota pallida ingår i släktet Pholidota och familjen orkidéer. Inga underarter finns listade i Catalogue of Life.